# لويس جي. مارتن
لويس جي. مارتن هو محامي وقاضي وسياسي أمريكي، ولد في 22 فبراير 1844 في ساسكس (نيوجيرسي) في الولايات المتحدة، وتوفي في 5 مايو 1913 في واشنطن العاصمة في الولايات المتحدة. نشط حزبياً في الحزب الديمقراطي. وقد انتخب عضو مجلس ولاية نيوجيرسي ‏ وانتخب عضو جمعية نيوجيرسي العامة ‏ وانتخب عضو مجلس النواب الأمريكي.